# Ayotlán
Ayotlán es una población ubicada en la región ciénega del estado de Jalisco en México, se encuentra a 117 km al este de la ciudad de Guadalajara. Fue parte de la Provincia de Nueva Galicia, actual Aguascalientes y Jalisco, en el Reino de Nueva Galicia por casi 300 años y del Departamento de Aguascalientes tiempo después.
En la actualidad hay abundancia de agua. Es la principal fuente de un manantial rodeado de frondosos y bellos árboles que a modo de corazón surte el pequeño valle, y se conoce con el nombre de Ciénega de Tlaxcala.

## Toponimia
Varias interpretaciones se han dado al nombre de Ayo, algunos quieren hacerle venir de Ayotlán: lugar de calabazas; otros de Ayotlán: lugar de tortugas; pero como los toltecas ponían nombre a sus poblaciones adecuado a la topografía del sitio que les servía de asiento, el nombre de Ayo viene del náhuatl ayotl: calabaza, por comparación del sitio profundo rodeado de cerros, y por estar todo casi inundado de agua, como aún lo dice su aspecto y también la tradición. Su significación venía a ser pues "Calabaza de agua" o con más propiedad, "Corazón de agua".

## Historia
En 1530 los peninsulares lo denominaban "Ayo el Chico" para diferenciarlo del grande, poblado que estuvo cerca de San Pedro Piedra Gorda, en el hoy estado de Guanajuato. A unos 10 km al sur de la población se encuentra un montículo llamado "Pueblo Viejo" donde estuvo el primer asiento de la población. Antes de la conquista tenía aproximadamente 15 000 indígenas que vivían diseminados en todo lo largo del Valle de Coinan. Dependían del señorío de Coinan, cuya capital era Tototlán. Rendían culto a "Ixtlacateolt", divinidad muy venerada en los contornos del Lago de Chapala. Los naturales le habían levantado adoratorios o "Cués" en el cerro de las Villas.
Cristóbal de Olid, enviado por Hernán Cortés a la conquista de Michoacán en 1521, sujetó y empadronó a los naturales de Ayotl. El valle de Coinan fue dado en encomienda a Juan de Villaseñor el Viejo, quien gobernó 9 años. Cuando Nuño de Guzmán llegó a la población, el 16 de febrero de 1530, desconoció los derechos de Villaseñor. Ayotl quedó entonces bajo la jurisdicción de la Nueva Galicia. Los habitantes de Ayotl participaron en la guerra del Mixtón en 1541 en ese entonces era encomendero Fco. Verdugo. Incendiaron la iglesia y sus casas y se remontaron al peñol de Coinan. El número de los naturales sublevados ascendió a 12 000. El 26 de octubre del mismo año, personalmente el virrey Antonio de Mendoza asedió el peñol con un poderoso ejército y les dio tan fiera batalla que casi terminó con ellos.

## Economía

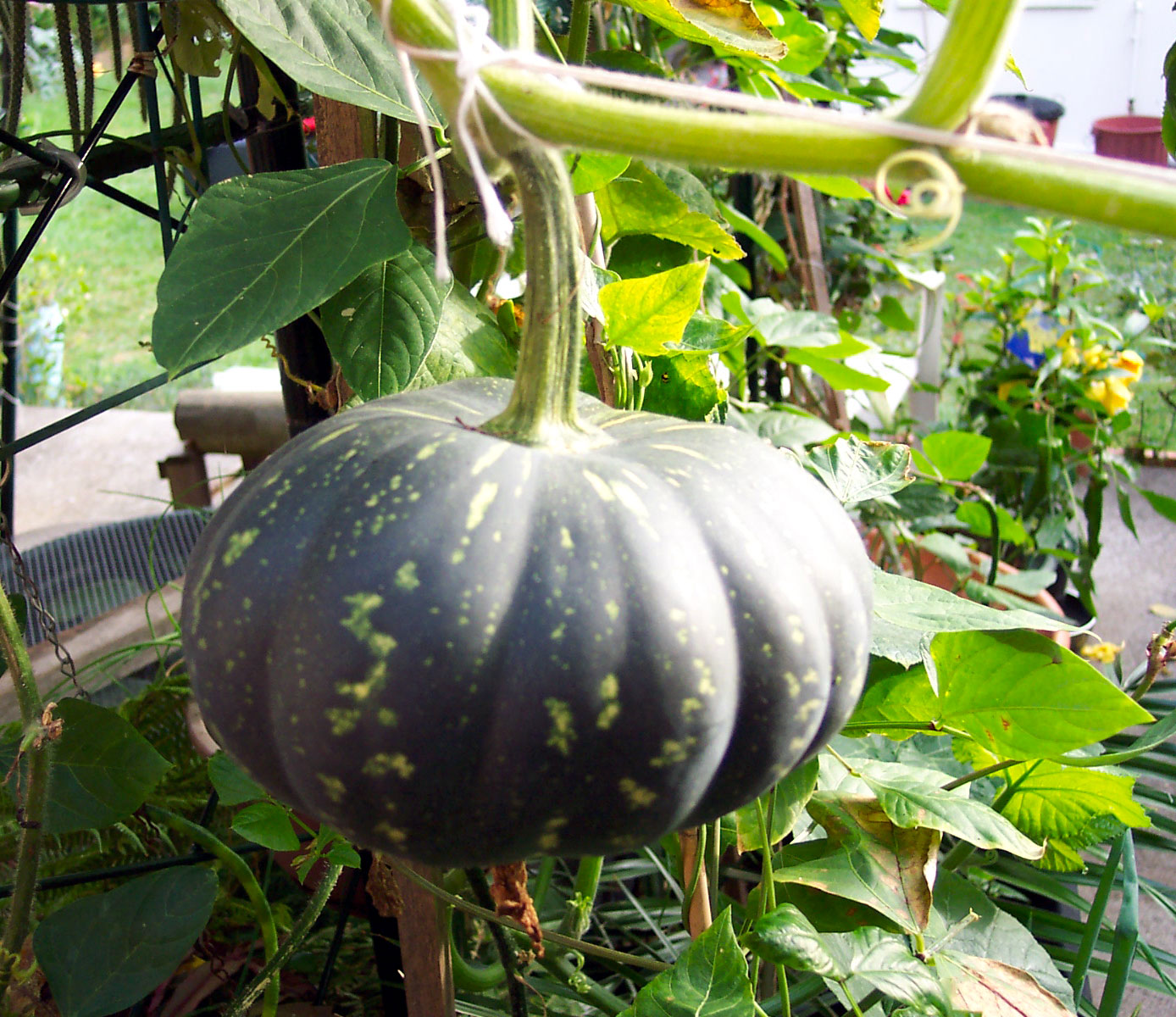
Se cultiva la calabaza en el municipio.

Ganadería. Se cría ganado bovino, equino, caprino y porcino.
Agricultura. Destacan el maíz, frijol, garbanzo, maguey, calabaza, cebada, trigo y caña de azúcar.
Comercio. Predominan los establecimientos dedicados a la venta de productos de primera necesidad y los comercios mixtos que venden artículos diversos.
Industria. Es importante la industria de la confección de ropa sobre todo de dama, existen muchos talleres que emplean decenas de trabajadores. Existen dos empacadoras de carnes frías y una empresa productora de jarabe de agave e inulina. La producción industrial se dedica a la elaboración de artículos alimenticios, de prendas de vestir y calzado, asimismo producción de cajeta de leche.
Servicios. Se prestan servicios financieros, profesionales, técnicos, comunales,
personales y de mantenimiento.

## Turismo
Arquitectura
- Hacienda de San Vicente.
- Parroquia de la Soledad.
- Santuario de Guadalupe.
- Palacio municipal.
- Capilla del Colegio Independencia.

Artesanías
- Elaboración de hebillas, frenos, talabartería, tejidos, herrería y diseños en plata; así como en el arte de la alta costura y joyería.

Iglesias
- Ermita de la Soledad.
- Parroquia de San Agustín.
- Parroquia de Nuestra Señora de Guadalupe.
- Capilla del Santo Niño
- Parroquia de Santa Rita

Aguas termales y presas
- Dulces (agua termal).
- Presa Santa Rita.
- Presa San Onofre.
- Río de Peña Blanca.

Parques y reservas
- Ciénega de Tlaxcala.
- Cerro El Tigre.
- Mesa Las Villas.
- Cerrito de La Capilla.
- Cerro Ojo de Agua.
- Cerro del Picacho.
- Río y alrededor de Peña Blanca
- Charco Verde

## Fiestas
Fiestas religiosas
- Fiesta en honor de la Virgen de la Soledad. Del 7 al 15 de noviembre consiste en varias peregrinaciones, el tradicional castillo en la noche, los juegos mecánicos y las personas contratan bandas de música alrededor de la plaza
- Fiestas en honor de la Virgen de Guadalupe. Del 3 al 12 de diciembre que consiste en varias peregrinaciones y juegos mecánicos.

Fiesta regional
- Fiesta del Día de Campo: primer y último domingo de agosto, desfiles de carros alegóricos, charros, caballos y personajes alusivos al festejo, último lunes de agosto todo el pueblo se reúne en el cerro del Caracol donde todas las familias y visitantes de otros lugares, conviven, comen, contratan bandas de música y disfrutan de un rodeo de toros y caballos bailadores.

## Coronación pontificia de Nuestra Señora de la Soledad
La bendita imagen de Nuestra Señora de la Soledad fue solemnemente coronada el 15 de noviembre de 1947 por el Excmo. Sr. Arzobispo Don José Garibi y Rivera, por decreto del Papa Pío XII, el 21 de abril de 1946. El párroco de Nuestra Señora de la soledad era el Sr. Pbro. Don Luis Enrique Orozco.